# Paraules de procediment
Les paraules de procediment o prowords són paraules o frases limitades a la radiotelefonia utilitzades per facilitar la comunicació mitjançant el lliurament d'informació en un format verbal estàndard condensat. Les prowords són versions de veu dels molt més vells prosignes per al codi Morse, desenvolupats per primera vegada en els 1860 per a telegrafia morse i el seu significat és idèntic. El manual de comunicacions NATO ACP-125 conté el glossari de prowords modern més formal i potser més antic (pos- Segona Guerra Mundial ) però les seves definicions han estat adoptades per moltes altres organitzacions, incloent el Programa de les Nacions Unides per al Desenvolupament, la Guàrdia Costanera d'Estats Units, el Departament de Gestió d'Emergències de Rhode Island, la Patrulla Aèria Civil, el Sistema de Ràdio Militar Auxiliar i uns altres.
Les paraules de procediment són una de diverses parts estructurades dels procediments de veu per ràdio, incloent el codi de brevetat i controls de ràdio en llenguatge senzill. La gran majoria de codis de brevetat de la milícia nord-americana són inapropiats per a qualsevol ús civil, perquè posen el focus en armes grans (míssils, etc.) i altres assumptes relacionats amb la guerra. No obstant això, uns quants són usats amb prou freqüència als mitjans com per ser recordats, aquests inclouen ABORT, BOGEY, BANDIT, FEET WET, FEET DRY, NEGATIVE CONTACT i NO JOY.

## Paraules de procediment més importants
D'acord amb el document d'entrenament FMSO 108 del Cos de Marines dels Estats Units, "entendre les següents PROWORDS i les seves definicions respectives és la clau per a procediments de comunicacions clares i concises".

### THIS IS
"Aquesta transmissió és de l'estació " immediatament seguit del nom de l'estació. Per claredat, l'estació trucada ha de ser nomenada abans de l'estació que truca. Així "Victor Juliet zero, THIS IS Golf Mike Oscar three" o per brevetat "Victor Juliet zero, Golf Mike Oscar three, ROGER, OUT". Mai "THIS IS GMO3 calling VJ0", "This és gran control per Major Tom " ni cap altra combinació invertida.

### OVER
"Aquesta és la fi de la meva transmissió cap a tu i no cal ni s'espera cap resposta".
Contrari a la creença popular, "OVER" i "OUT" mai són usats al mateix temps, perquè els seus significats són mútuament excloents. Amb els moderns Polsa i parla amb ressorts en transceptors combinats, el mateix significat pot ser comunicat amb només "OUT", com a "Ops, Alpha, ETA five minutes. OUT"

### OUT
"Aquest és el final de la meva transmissió cap a tu i no cal ni s'espera cap resposta.

### ROGER
"He rebut la teva darrera transmissió satisfactòriament". "ROGER" pot ser usat per significar "sí" respecte a la confirmació d'una ordre.
El terme s'origina de la pràctica dels telègrafs enviant una "R" per indicar "Rebut" després d'un missatge rebut satisfactòriament. Això va ser estès al món de la ràdio parlada durant la Segona Guerra Mundial amb la "R" canviada a "Roger", el seu equivalent a l'Alfabet radiofònic. L'alfabet radiofònic modern utilitza la paraula "Romeu" en lloc de "Roger" per a la "R".

### WILCO
"Entenc i compliré". Usat en rebre una ordre. "Roger" i "Wilco" usats junts són redundants atès que "Wilco" inclou l'element d'acusament de rebut de "Roger".

### SAY AGAIN
Significa:"No he entès el teu missatge, si us plau repeteix-lo". Normalment utilitzat amb les prowords "ALL AFTER" o "ALL BEFORE". Exemple: una ràdio funcionant entre el Solent Coastguard i una motonau, amb nom EG93, on part de la transmissió inicial és inintel·ligible.
- All stations, all stations, this és Solent Coastguard, Solent Coastguard. Be advised large shipping vessel entering Southampton Water, currently at position [transmissió inintelligible] OUT
- Solent Coastguard, Solent Coastguard, this is Echo Golf niner three. SAY AGAIN ALL AFTER position. OVER
En aquest punt, Solent Coastguard hauria de respondre donant la posició de la nau precedida de les prowords "I SAY AGAIN".
- All stations, all stations, this is Solent Coastguard. I SAY AGAIN, large shipping vessel entering Southampton water, currently at position one decimal 2 milers from Calshot Spit on bearing 16 degrees. Vessel restricted in ability to deviate from its course. Do not impede. OUT
La paraula "REPEAT" no hauria de ser utilitzada en lloc de "SAY AGAIN", especialment en proximitats de camps de tir navals o altres, ja que "REPEAT" és una proword d'artilleria definida a ACP 125 U. S Supp-2(A) amb el significat completament diferent de "Se sol·licita disparar novament el mateix volum de foc" (amb correccions o canvis o sense) Per ex. a les mateixes coordenades que a la ronda prèvia.